# Shoplifters of the World Unite
Shoplifters of the World Unite è un brano della band inglese The Smiths.
Pubblicato anche come singolo, il 26 gennaio del 1987 dalla Rough Trade, il disco raggiunse la posizione numero 12 nella Official Singles Chart.
Il brano non è contenuto in nessun album in studio della band, e venne successivamente inserito nelle raccolte The World Won't Listen, Louder Than Bombs.

## Realizzazione
"È stato un singolo molto arguto e un grande momento per gli Smiths in Inghilterra. Penso che siano stati probabilmente i giorni migliori della nostra carriera. Solo un momento molto divertente e un momento di grande e vivace ribellione, e questa canzone, più di ogni altra, credo, lo esemplifica. Mi piace." (Morrissey intervistato da KROQ, 1987)
Prodotto da Johnny Marr e registrato presso gli studi Mayfair di Londra nell'autunno del 1986, originariamente Shoplifters non era, nei piani dell'etichetta, destinato ad essere pubblicato come singolo. Circa 900 copie white label furono, infatti, stampate (divenendo poi un prezioso oggetto da collezione) con You Just Haven't Earned It Yet, Baby, considerato dalla Rough Trade come l'unico potenziale singolo.
Musicalmente la canzone ha una forte somiglianza con Children of the Revolution, dei T. Rex di Marc Bolan di cui, sia Morrissey che Johnny Marr, erano estimatori.
Morrissey ha spesso dichiarato che questa è la sua canzone preferita degli Smiths, spesso l'ha proposta nei suoi concerti e in un'intervista pubblicata da RTE Guide nel 1996, ha dichiarato: "Ho suonato Shoplifters anche in questo tour. È una delle mie canzoni preferite di tutti i tempi, una grande canzone che significa tanto per me. Contrariamente a quanto si dice, sono orgoglioso degli Smiths fino al punto di presunzione assoluta. Essere negli Smiths per cinque anni non era poi il modo peggiore per trascorrere una vita. Mi piacerebbe eseguire molto di più le canzoni degli Smiths in futuro, dal vivo. Sono incredibilmente belle canzoni, davvero."

## Testo
Morrissey scrisse il testo in risposta ad una legge del governo Thatcher, la cosiddetta Clause 28, promulgata per cercare di limitare le varie forme di "promozione dell'omosessualità e di altri stili di vita alternativi".
"Seguo la sua carriera" disse Morrissey a proposito della Thatcher "Naturalmente trovo l'intera sindrome Thatcher molto stressante e malvagia e via dicendo. L'esempio più perfetto, io credo, è la Clausola 28. Penso che questa legge impersoni in modo assoluto la vera natura della Thatcher ed il suo odio del tutto naturale."
Il brano venne dedicato ad uno degli agenti del management del gruppo, Ruth Polsky, che morì dopo essere stato investito da un taxi.

## Copertina e titolo
La copertina ritrae una foto in primo piano di un giovane Elvis Presley, scattata da James R. Reid (il suo parrucchiere) nel 1955. Sul vinile dei 7" e del 12" è incisa la frase: ALF RAMSEY'S REVENGE. Alf Ramsey è stato un calciatore e un allenatore di calcio britannico, che guidò anche la nazionale inglese nel periodo 1963/1974.
Il titolo è un gioco di parole che allude al famoso slogan contenuto nel Manifesto del Partito Comunista: lavoratori di tutto il mondo, unitevi!. Un metaforico inno, come ha poi spiegato Morrissey, per tutte quelle persone represse e costrette ai margini della società e condannati per piccoli e banali reati nel contesto di pericoli molto più grandi per tutti.
"È più o meno un taccheggio spirituale" secondo Morrissey "furti culturali, appropriarsi di cose e usarle a proprio vantaggio. Mi chiedo spesso perché rubare possa essere un reato così grave mentre fabbricare armi nucleari non lo è. Questo dovrebbe essere un reato grave, penso, ma non lo è. Viviamo in un mondo molto contorto, con una moralità altrettanto contorta."

## Tracce
- UK 7"

1. Shoplifters of the World Unite - 2:56
2. Half a Person - 3:35

- UK 12"

1. Shoplifters of the World Unite - 2:56
2. London - 2:06
3. Half a Person - 3:35

## Formazione
- Morrissey – voce
- Johnny Marr – chitarra, pianoforte
- Andy Rourke – basso
- Mike Joyce – batteria